# Hidden and Dangerous 2: Sabre Squadron
 (mars 2019).
Si vous disposez d'ouvrages ou d'articles de référence ou si vous connaissez des sites web de qualité traitant du thème abordé ici, merci de compléter l'article en donnant les références utiles à sa vérifiabilité et en les liant à la section « Notes et références ».
Hidden and Dangerous 2: Sabre Squadron est l'extension du jeu vidéo de tir tactique Hidden and Dangerous 2 développé par Illusion Softworks. Elle est sortie en 2004. L'action se déroule toujours pendant la Seconde Guerre mondiale. L'extension ajoute 9 missions (voir le détail ci-dessous) qui sont jouables en solo ainsi qu'en coopération sur internet. Un coffret « collector » est sorti en 2004, réunissant Hidden and Dangerous 2 et Sabre Squadron.

## Système de jeu
Le joueur est à la tête d'une escouade de quatre hommes du Special Air Service et doit remplir plusieurs objectifs au cœur des lignes allemandes. Les missions peuvent se jouer en infiltration, par une approche tactique cependant, le joueur peut choisir de joueur de manière agressive.
L'action se déroule de la France à la Tunisie, en passant par la Sicile. Les missions sont variées, l'infiltration aura généralement comme but un vol de documents secrets ou un sabotage, par exemple.

## Interface
- La préparation d'avant mission permet de choisir les membres du commando ainsi que leur armes et leur équipement. Chaque homme a un poids limite qu'il peut porter, et chaque arme (ou ses munitions) et objet est comptabilisé pour son poids réel. Cela rend le jeu beaucoup plus réaliste que bien d'autres (Call of Duty, etc.) où, par exemple, le même joueur peut porter un bazooka et un fusil-mitrailleur !
- La retranscription des mouvements des personnages est très réalistes, on peut pratiquement tout faire, se baisser, s'allonger, s'incliner de côté pour voir sans être vu.
- Les environnements des missions permettent une approche non linéaire du jeu. Pour la même mission, on peut varier l'itinéraire ou les tactiques.
- Le jeu permet la conduite de différents véhicules, tels que jeep, char d'assaut, moto.

## Multijoueur
Le jeu sur internet et en réseau bénéficie de plusieurs types de partie :
- Capture de drapeaux
- Match à mort
- Match à mort par équipe
- Occupation
- Cooperation.

Les cartes sont vastes et donnent la possibilité de piloter les véhicules.

## Armes
Le jeu dispose de toutes les armes de Hidden and Dangerous 2, plus quelques armes nouvelles. Le manuel mentionne seulement cinq armes :
| Armes légères - Luger P08 Parabellum avec silencieux - Pistolet lance-fusées Armes moyennes - K43 - MAS 36 | Armes lourdes - RPzB 43 |

## Liste des missions en mode solo
(F) = objectif facultatif. Il n’est pas mentionné lors du briefing, et la mission est réussie même si on ne le réalise pas. Il apparaît en cours de mission quand on le réalise et dans le récapitulatif en fin de mission.
| Opération                    | Lieu                             | Ennemi           | Objectifs principaux | Références             |
| ---------------------------- | -------------------------------- | ---------------- | --- | ---------------------- |
| Ammobox - Gros poissons      | Brest, Bretagne, France          | Allemand         | Explorer la base navale française (XIXe siècle). Éliminer tous les ennemis (F). Poser la balise radio. Faire sauter le dépôt de carburant. Faire sauter le générateur électrique (F). Faire sauter les U-Boots à quai. |                        |
| Heat – la petite souris      | Darnis-Zarine (ou Derna) Tunisie | Allemand         | Délivrer les aviateurs américains prisonniers. Ressortir de la ville de Darnis-Zarine. Nota Bene : La Tunisie étant un protectorat français, toutes les rues de cette petite ville coloniale ont des noms français : place Carnot, rue Parmentier, rue Ronsard, etc. Remettre les Américains à l’unité Long Range Desert Group. Détruire la station radio (F). Détruire le char ennemi (F).                             |                        |
| Heat – la morsure du serpent | gorge près de Ain Mara, Tunisie  | Allemand         | Traverser le canyon du serpent et parvenir au bout avec un véhicule encore en état de marche. Détruire les blindés et véhicules ennemis (F). Nota Bene : Il est inutile, voire contre-productif de faire sauter le premier Panzer III rencontré. Il suffit de tuer son équipage qui est sorti à découvert. Le char ne démarre plus, mais son canon peut servir à détruire le second Panzer, si on l’attire à proximité. |                        |
| Heat – une cible facile      | désert près de Ain Mara, Tunisie | Allemand         | Faire sauter l’épave du B-24 Liberator. Faire sauter son équipement déjà mis en caisses par les Allemands dans la ville arabe en ruines. Trouver un véhicule encore en état de marche. |                        |
| Husky - châtaigne            | Baie de Syracuse, Sicile         | Italien          | Faire sauter les batteries côtières. Faire sauter le dépôt de munitions (F). Faire sauter les réservoirs de carburant (F). Faire sauter les canons antiaériens (F). Faire sauter les canons antichars (F). Emmener l’escouade jusqu’à la zone d’extraction. | Les canons de Navarone |
| Husky – Ponte Grande         | Vallée de San-Antonio, Sicile    | Italien Allemand | Rejoindre les autres SAS. Faire sauter le pont (changement de programme : éliminer l’ennemi au détonateur et ôter les explosifs). Défendre le pont contre l’infanterie et les tanks. Nota Bene : Non seulement l’infanterie tente de reprendre le pont, mais un Tigre le détruit au canon de 88 mm dès qu’il parvient à une position favorable.                                                                         | Un pont trop loin      |
| Houndsmith – coup double     | Près de Dijon, Champagne, France | Allemand         | Rassembler l’escouade à la zone de regroupement. Faire sauter le dépôt de munitions. Faire sauter l’entrepôt (F). Faire sauter les réservoirs de carburant. Gagner le point de rendez-vous avec les résistants français |                        |
| Houndsmith – lame de rasoir  | Champagne, France                | Allemand         | Éliminer l’officier de la Gestapo. Éliminer tous les ennemis, ne laisser personne s’enfuir. Capturer le collaborateur français. Saisir la liste de collaborateurs français (F). |                        |
| Houndsmith – anges gardiens  | Champagne, France                | Allemand         | Sauver le soldat des SAS. Sauver le plus d'hommes des SAS possible. Libérer le commandant des SAS. Détruire la station radio (F). Trouver le livre de codes (F). Libérer tous les prisonniers. |                        |